# Випасанк
Випасанк (арм. Վիպասանք) — древнеармянский эпос о событиях времён царствования династии Арташесидов.
Главным героем эпоса «Випасанк» является Артавазд, сын царя Арташеса. Эпос повествует, что Артавазд, не найдя подходящего места для строительства своего дворца в городе Арташат, основанном его отцом, завладел территорией вишапов. Эти территории располагались севернее реки Ерасх (Аракс). Вишапы во главе со своим предводителем Аргаваном восстали против захватчика, но Артавазд истребил их. Однако, несмотря ни на что, подданные больше чтили его отца, царя Арташеса, и хранили память о своем правителе даже после его смерти.